# شالسوم
شالسوم (به هلندی: Schalsum) یک منطقهٔ مسکونی در هلند است که در فرانکرادیل واقع شده‌است. شالسوم ۱۳۴ نفر جمعیت دارد.